# Renault Zoe
La Renault Zoe, également typographiée Renault ZOE, est une voiture électrique de type citadine polyvalente du constructeur automobile français Renault, fabriquée de 2012 à début 2024 dans l'usine de Flins.

## Historique

### Conception et développement
La Renault Zoe est préfigurée par les concept cars Renault Zoe City Car présenté au Salon international de l'automobile de Genève de 2005, puis la Renault Zoé Concept présentée en 2009 au salon de Francfort, et par le show car Renault Zoe Preview présenté au Mondial de l'automobile de Paris 2010 dans une version proche à 95 % du modèle final, et dans sa version définitive au salon international de l'automobile de Genève 2012. Le nom de code du modèle en interne est X10. Sa commercialisation débute en France Métropolitaine en mars 2013.
La Zoé était l'une des trois finalistes pour le prix de la Voiture verte mondiale de l'année 2013.
Contrairement aux voitures hybrides, elle utilise uniquement l’énergie électrique stockée dans sa batterie, sans l'aide d'un moteur thermique.
Le nom commercial est officiellement ZOE, en lettres capitales, tel que déposé par la marque en 1991. Dans les faits, Renault n'écrit pas systématiquement Zoe en lettres capitales sur ses différents supports de communication.
- 2015 : nouveau moteur produit en interne ;
- 2017 : nouvelle batterie, elle passe de 22 à 41 kWh ;
- 2019 : lancement de la Phase 2. Nouvelle batterie à 52 kWh et nouveau moteur R135 ;
- 2021 : appellation commerciale ZOE E-TECH 100% électrique.

Pour marquer symboliquement un tournant dans la production automobile, Arnaud Montebourg, alors ministre du Redressement productif, s'est rendu au Conseil des ministres du 3 octobre 2012 à bord d'une Renault ZOE 2012.
En mai 2022, les tarifs augmentent de 700 €, portant le premier prix en France à 32 800 €, hors bonus.

#### Phase 1
La phase 1 de la ZOE est produite de 2012 à 2019.

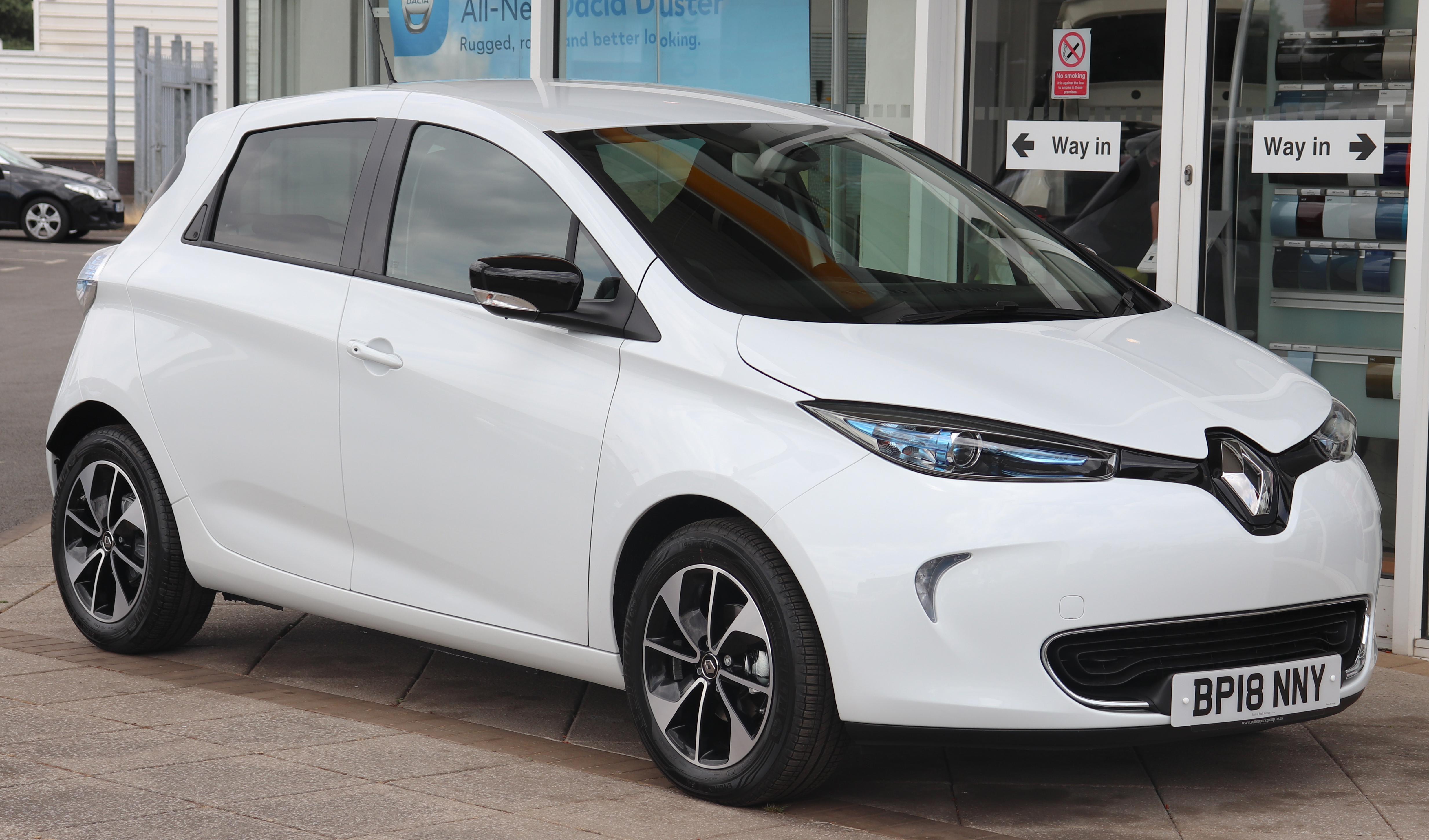
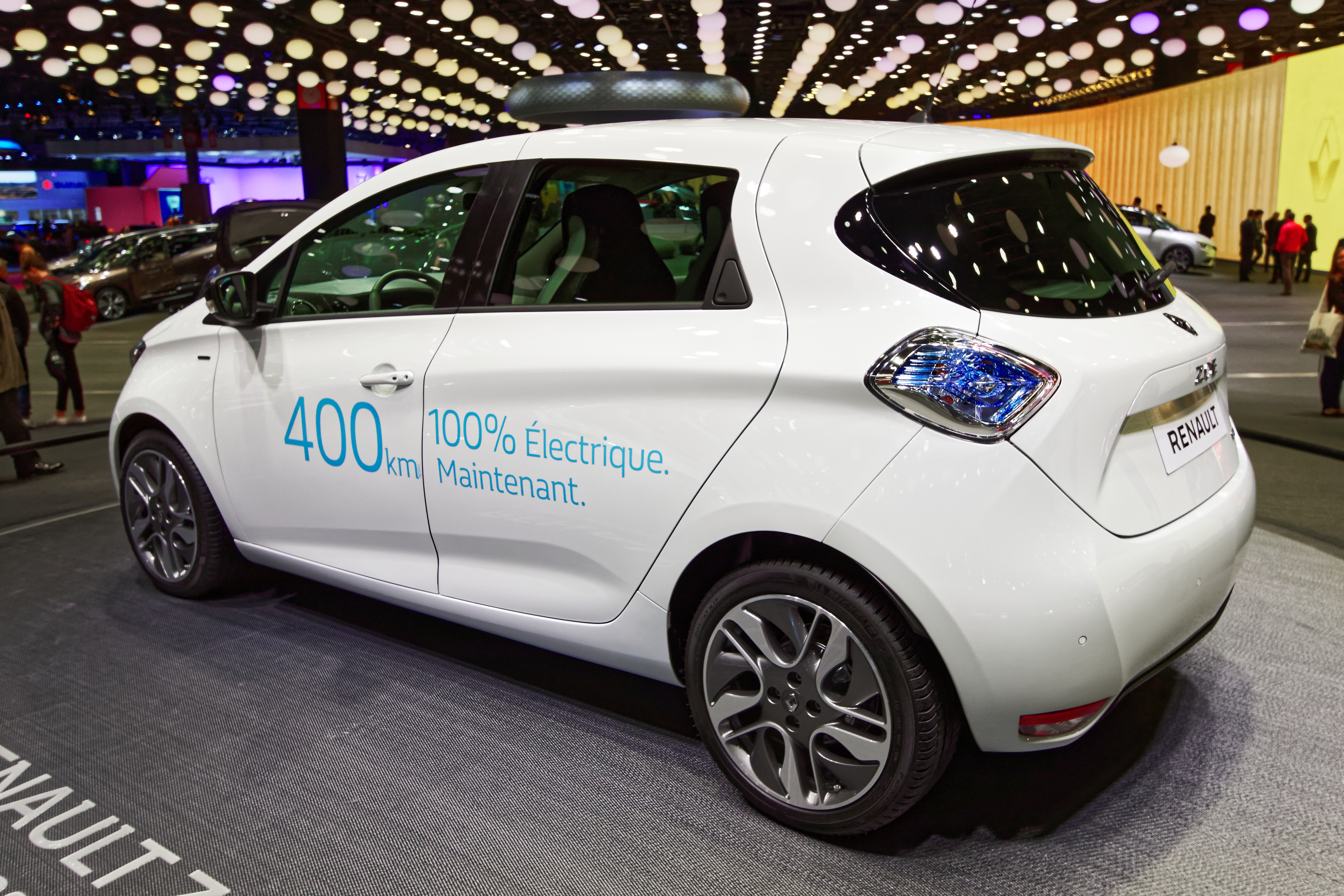
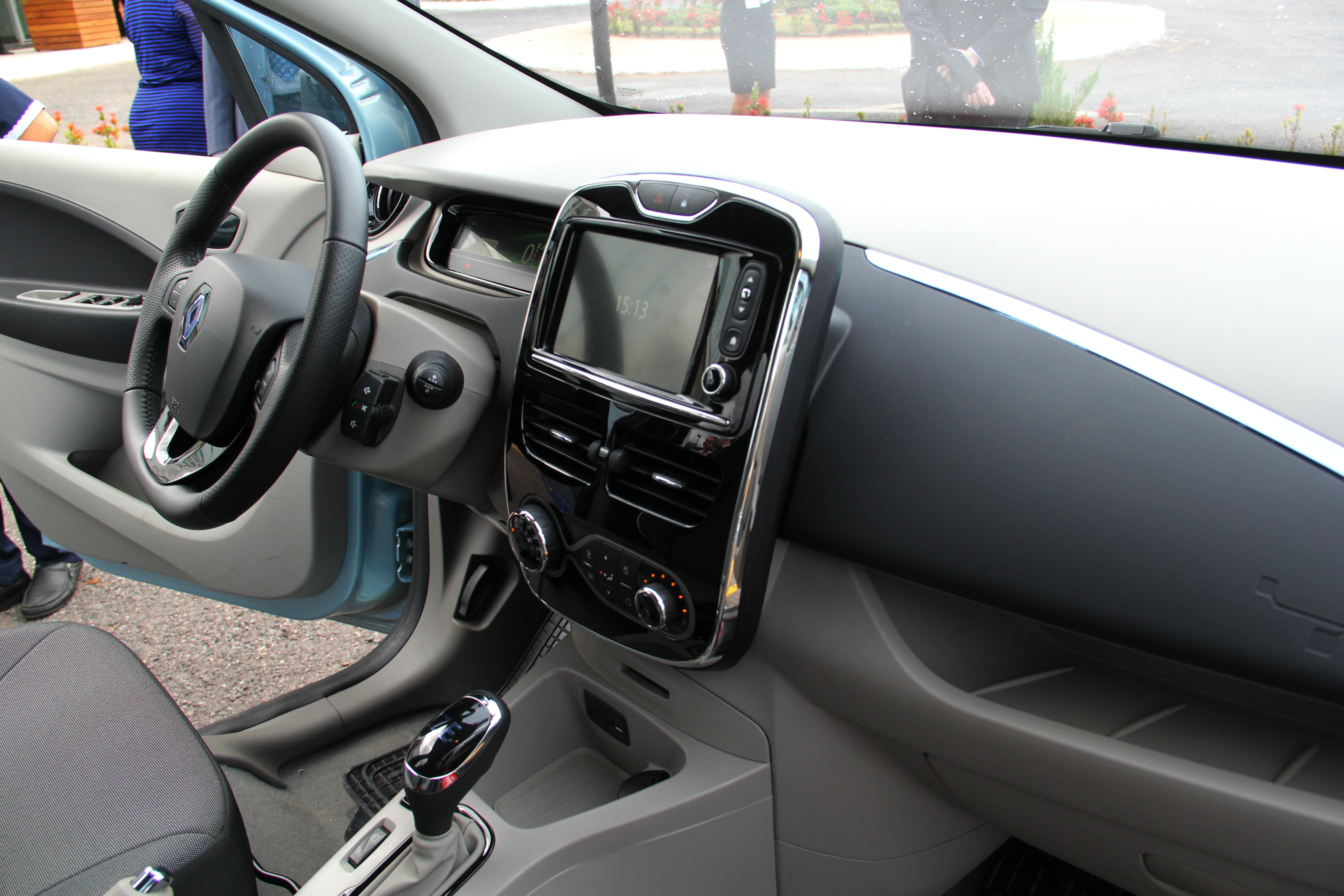

#### Phase 2
En juin 2019, Renault lance la version restylée R135. Elle reçoit une nouvelle planche de bord héritée de la Renault Clio V, un nouveau moteur de 100 kW (135 ch) et une batterie de 52 kWh.

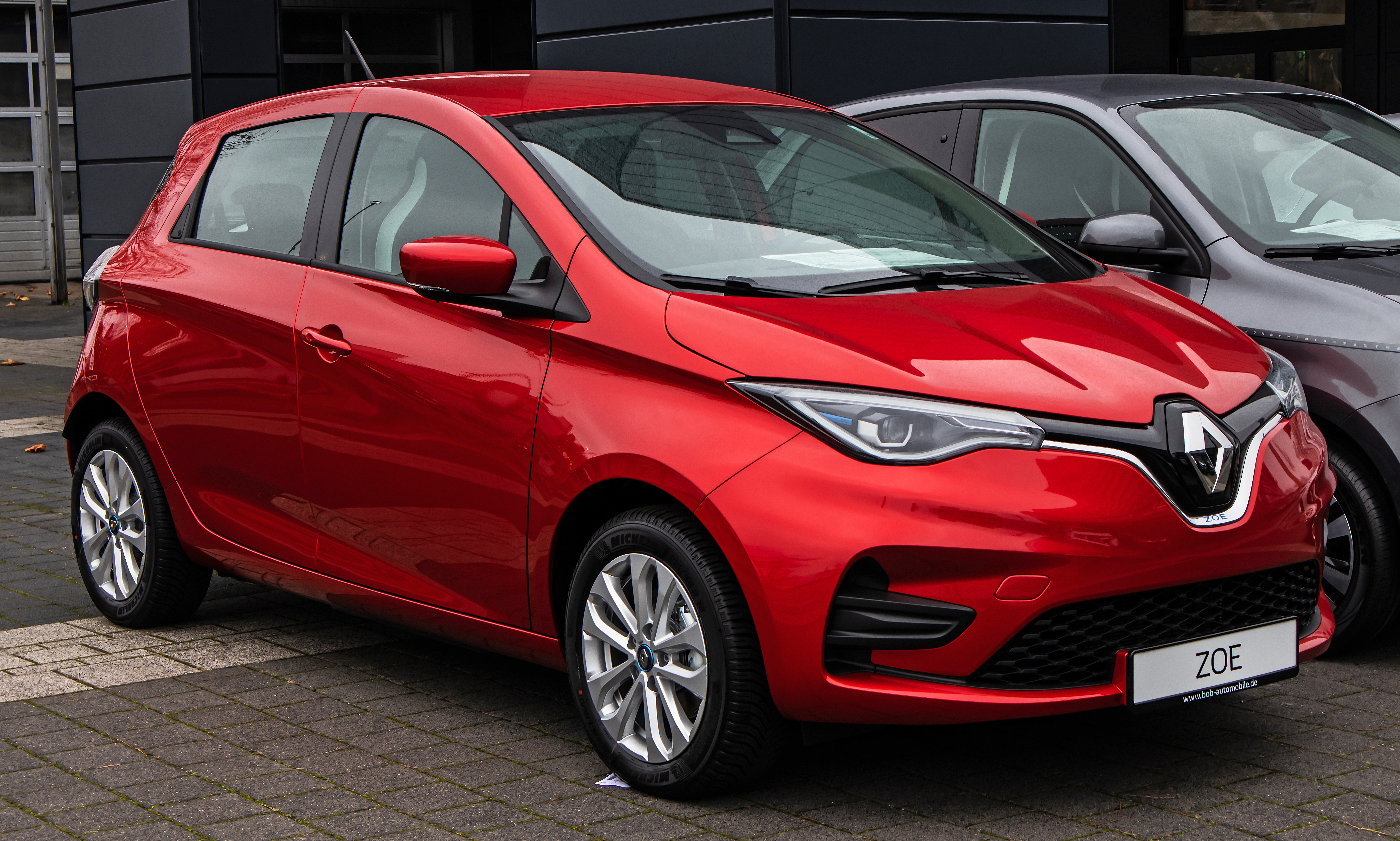
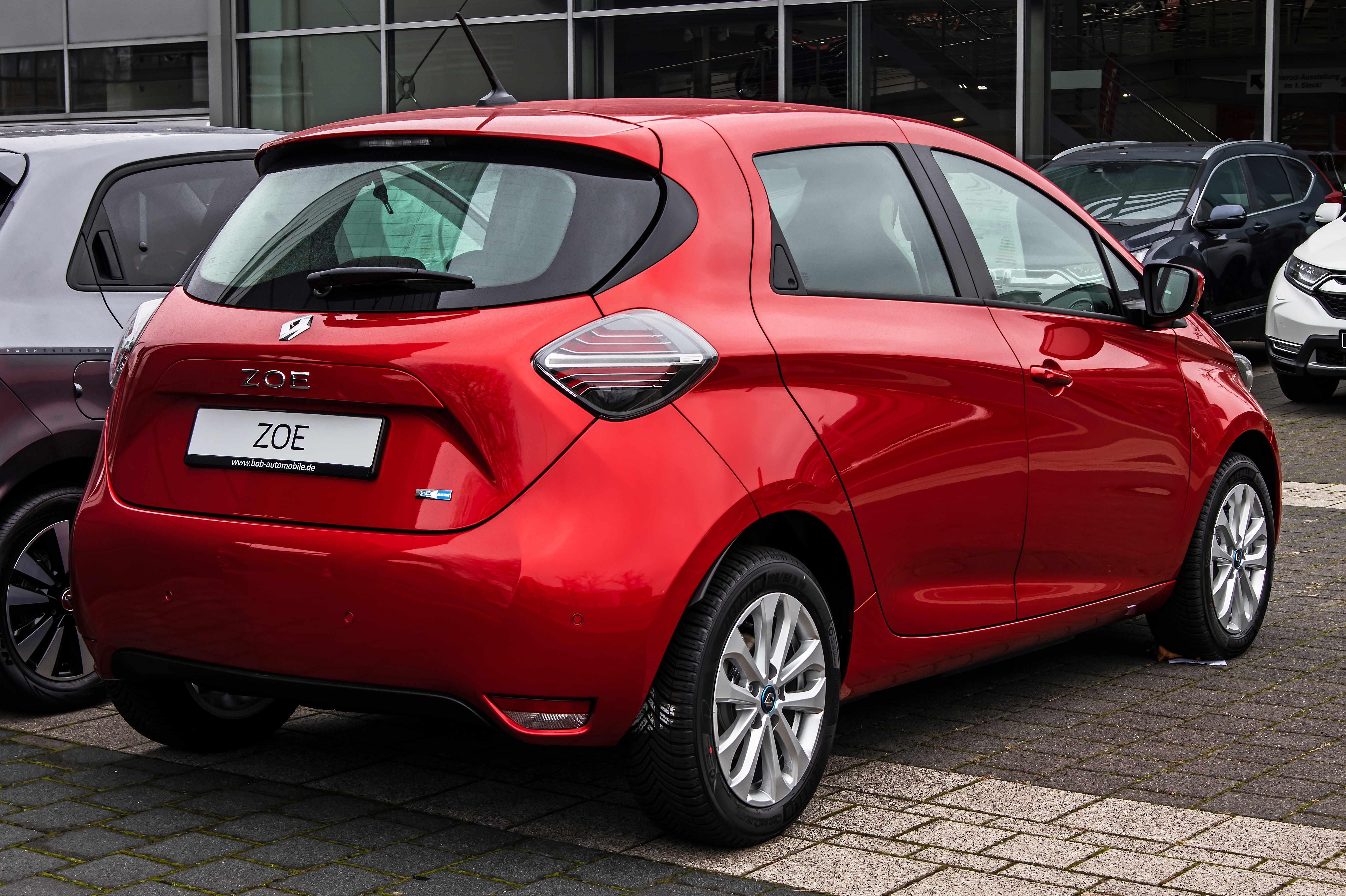
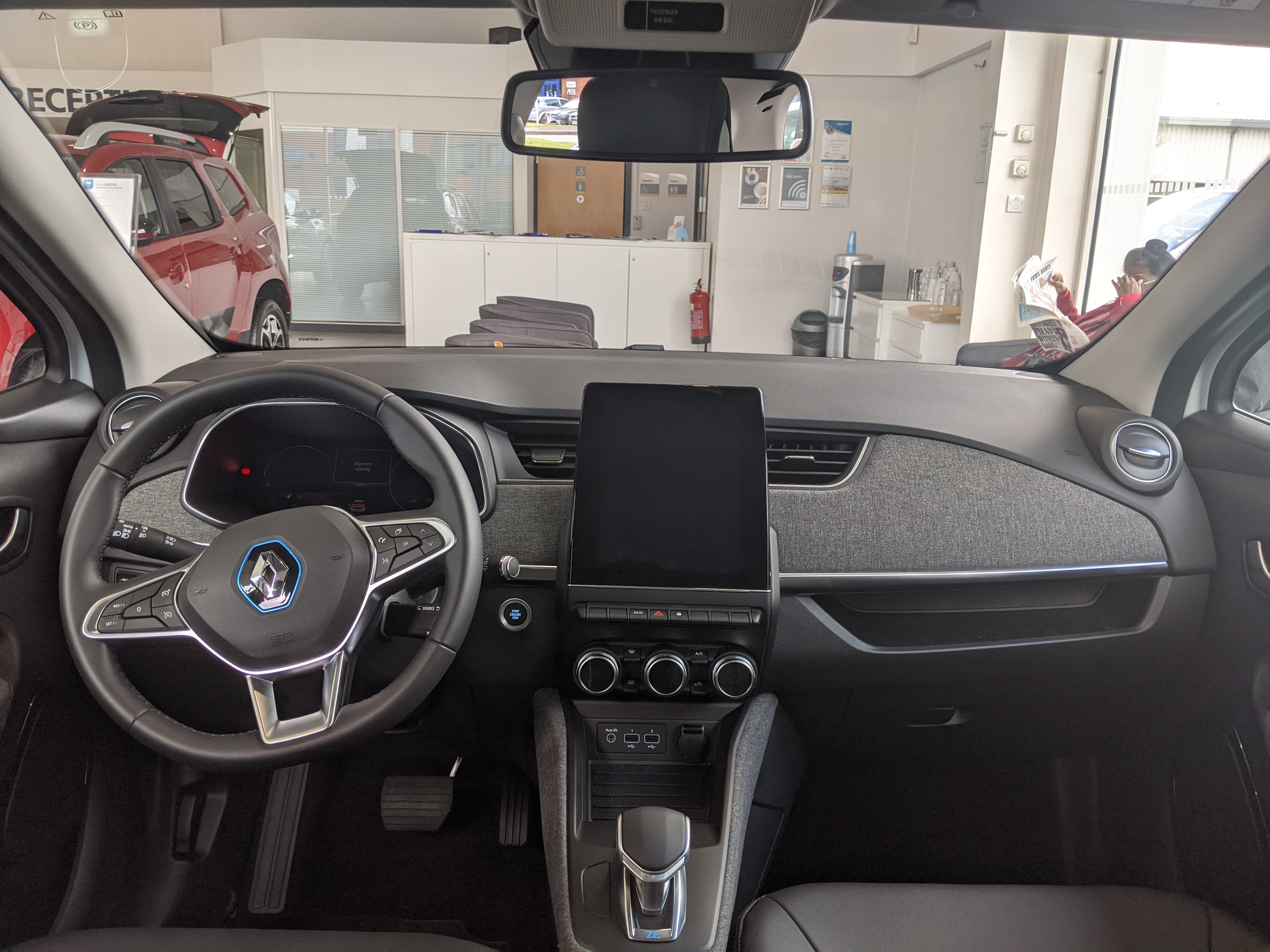

### Litige de nom
En mai 2010, une Parisienne du nom de Zoé Renault a intenté une action en justice pour tenter de forcer Renault à reconsidérer son choix de nom, au milieu d'allégations selon lesquelles cela entraînerait des moqueries. En novembre 2010, un juge français a décidé que Renault pouvait utiliser le nom.  

### Fin de production et succession
Le modèle est remplacé en 2024 par la Renault 5 E-Tech Electric.
L'arrêt de la production a eu lieu le 30 mars 2024, dans l'usine de Flins. Ce site se consacre dès lors au reconditionnement de véhicules d'occasion, dans le cadre d'une politique d'économie circulaire mise en place par la marque,.
À l'arrêt de la production, 426 706 véhicules ont été produits.

### Résumé de la Zoe
| Générations                            | Production                                                                           | Dérivés de chez Renault     | Modèles similaires (liste non exhaustive)                                                        |
| -------------------------------------- | ------------------------------------------------------------------------------------ | --------------------------- | ------------------------------------------------------------------------------------------------ |
| Renault Zoe phase 1 (2012/2013 - 2018) | De 2012 à novembre 2019 : 200 000 exemplaires, dont 50 000 de mars 2012 à avril 2016 | Renault Clio III et Clio IV | Mitsubishi i MiEV - Peugeot iOn - Citroën C-ZERO - Volkswagen e-Up! (1 et 2.1) - Bolloré Bluecar |
| Renault Zoe phase 2 (2018 - 01/2024)   |                                                                                      | Renault Clio V              | Peugeot e-208 - Volkswagen e-Up! (2.2) - Bolloré Bluecar                                         |

## Les différentes versions
|                         | 2012 1ère fabrication | 2013    | 2014    | 2015    | 2016    | 2017    | 2018    | 2019    | 2020    | 2021    | 2022    | 2023 |
| Démonstration + Phase 1 | Phase 1               | Phase 1 | Phase 1 | Phase 1 | Phase 1 | Phase 1 | Phase 2 | Phase 2 | Phase 2 | Phase 2 | Phase 2 |      |
| Renault Zoe             | Concept car           | Q210    | Q210    | Q210    | Q210    |         |         |         |         |         |         |      |
| Renault Zoe             |                       |         | R240    |         |         |         |         |         |         |         |         |      |
| Renault Zoe             |                       |         |         |         | R75     |         |         |         |         |         |         |      |
| Renault Zoe             |                       |         |         |         | R90     |         |         |         |         |         |         |      |
| Renault Zoe             |                       |         |         |         | Q90     |         |         |         |         |         |         |      |
| Renault Zoe             |                       |         |         |         |         | R110    |         |         |         |         |         |      |
| Renault Zoe             |                       |         |         |         |         |         | R135    |         |         |         |         |      |

Légende couleur : Électrique

### Finitions

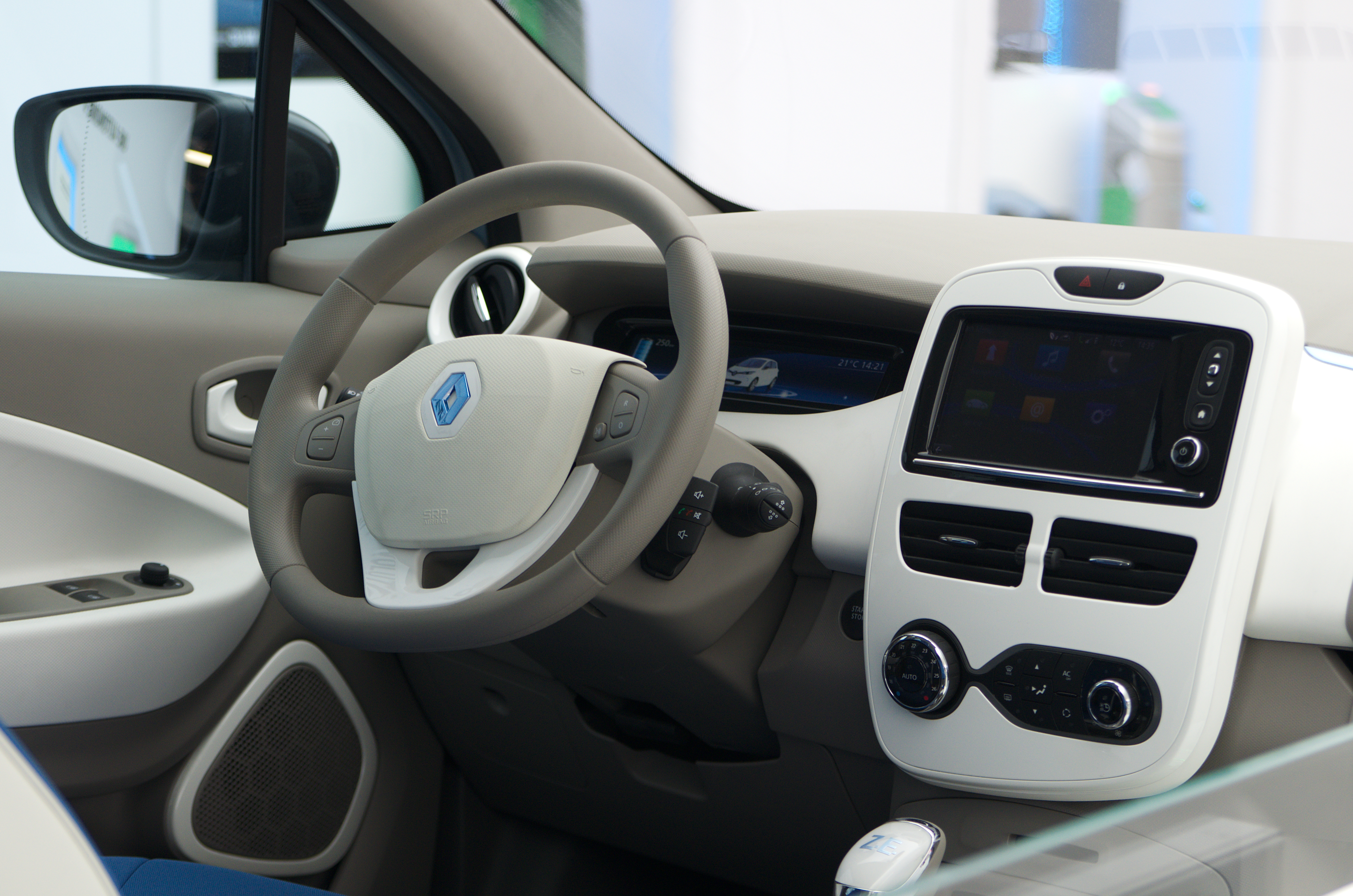
Vue du tableau de bord de la première génération.

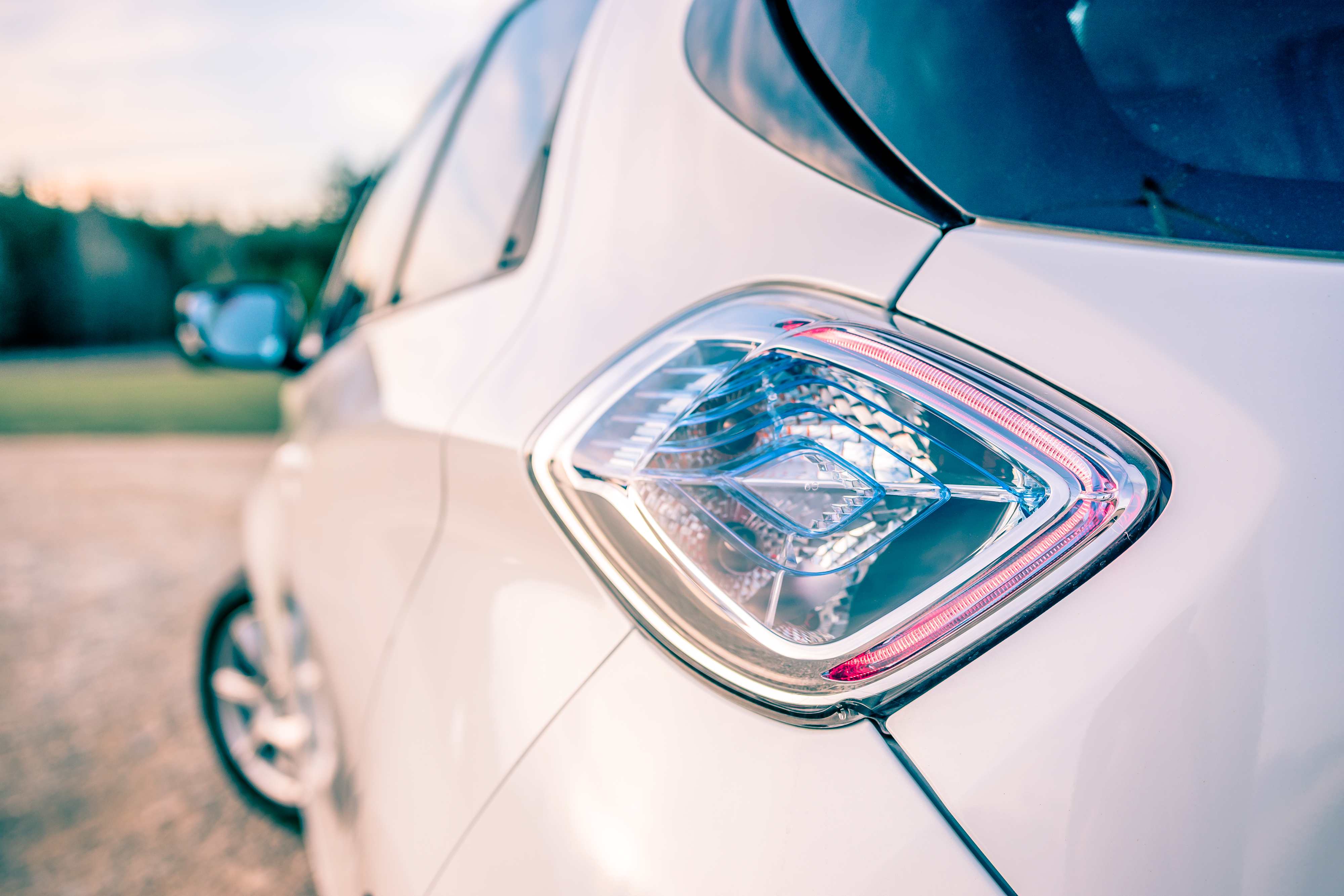
Détail de l'optique arrière (phase 1).

Jusqu'en 2021, la Zoe est commercialisée avec quatre niveaux de finition :
- Life :
  - Intérieur : Climatisation manuelle (pompe à chaleur) + Programmation du conditionnement de l'habitacle + Radio MP3 Bluetooth + Système Range OptimiZer (freinage récupératif de nouvelle génération, pompe à chaleur et pneus Michelin Energy E-V) + Pack My Z.E Connect (permettant la consultation à distance de l'autonomie restante et la programmation de charge et du chauffage) + Z.E Voice : Pure, Glam et Sport (permet l’émission d'un son entre 0 et 30 km/h afin de prévenir les piétons, désactivable).
  - Autres : Chargeur Flexichargeur et cordon bornes rapides + Mode économie.

- Zen : mêmes équipements que la finition Life +
  - Intérieur : Climatisation régulée (pompe à chaleur) + Diffuseur de senteurs actives + Purificateur d'air + Son auditorium 3D Sound by Arkamys + Renault R-Link[19] + Sièges traités Téflon
  - Autres : Détecteur de sous-gonflage des pneus + Allumage automatique feux et essuie-glaces + Capteur de toxicité.

- Intens : mêmes équipements que la finition Zen (sans le diffuseur de senteur et avec une sellerie spécifique) +
  - Aide au parking arrière + Carte mains libres + Lève-vitres arrière électriques + Rétroviseurs rabattables électriquement + Ambiance noire et technique.

- Edition One : (première année uniquement) mêmes équipements que la finition Intens +
  - Sellerie cuir / Siège avant chauffant + Caméra de recul + Jantes alliage 17 pouces

Note : la Zoe est le premier véhicule Renault à recevoir le nouveau système multimédia R-Link qui est remplacé par Easy-Link sur la phase 2.
À partir de 2022, la Zoe revoit sa gamme en adoptant la nouvelle nomenclature des finitions Renault avec trois niveaux de finition : 
- Équilibre : système Easy-Link avec écran tactile 7", régulateur de vitesse, climatisation manuelle, rétroviseurs électriques, etc.
- Évolution
- Techno : Évolution + jantes 17", aide aux créneaux, chargeur de smartphone à induction, etc.

Par la même occasion, la Zoe voit ses prix baisser de 500 € pour la finition d'entrée de gamme, alors que celle-ci gagne des équipements indisponibles sur la précédente finition Life. Cette baisse des prix est également perceptible sur la finition haut de gamme, avec une baisse de 700 € par rapport à la finition Intens, et des équipements supplémentaires également. Ces changements interviennent afin de replacer la Zoe dans la gamme Renault, à la suite de l'annonce des prix de la nouvelle Megane E-tech Electric.
En juin 2022, la finition Techno est remplacée par la nouvelle finition Iconic. Celle-ci se démarque de sa prédécesseur notamment par la présence de nombreux éléments dorés à l'extérieur comme à l'intérieur du véhicule.

### Séries spéciales

#### Star Wars
En décembre 2017, à l'occasion de la sortie du film Star Wars, épisode VIII : Les Derniers Jedi, Renault lance une série spéciale nommée Star Wars, disponible en blanc glacier, blanc nacré, gris titanium ou noir étoilé. Il y avait aussi le violet métallisé "Blueberry". Elle se distingue notamment par des stickers sur le toit, le coffre et le capot ainsi que des badges sur les ailes avant,,.

#### Iconic
En octobre 2018, pendant l'organisation du Mondial Paris Motor Show 2018, Renault lance une nouvelle série spéciale de sa Zoe, la Zoe Iconic. Elle se distingue par sa sellerie de couleur grise assortie à la peinture Highland, des nouvelles jantes de 17 pouces, et les inscriptions Iconic sur les seuils de portes et les ailes avant.

#### Riviera
La Riviera, également appelée Grand Large ou encore Exception,, propose les mêmes équipements que la finition Intens + Écran tactile de 9,3 pouces, jantes 16 pouces Seidon, planche de bord et sièges en cuir. 

#### Team Rugby
500 exemplaires.

### Version spécifiques
Course et Rallye
La ZOE s'est imposée en catégorie électrique au Rallye Monte Carlo des Énergies Nouvelles en 2014 avec Greg Jonkerlinck (copilote Yves Munier) et en 2015 avec Pasqual Ferry (copilote Aurore Ferry).

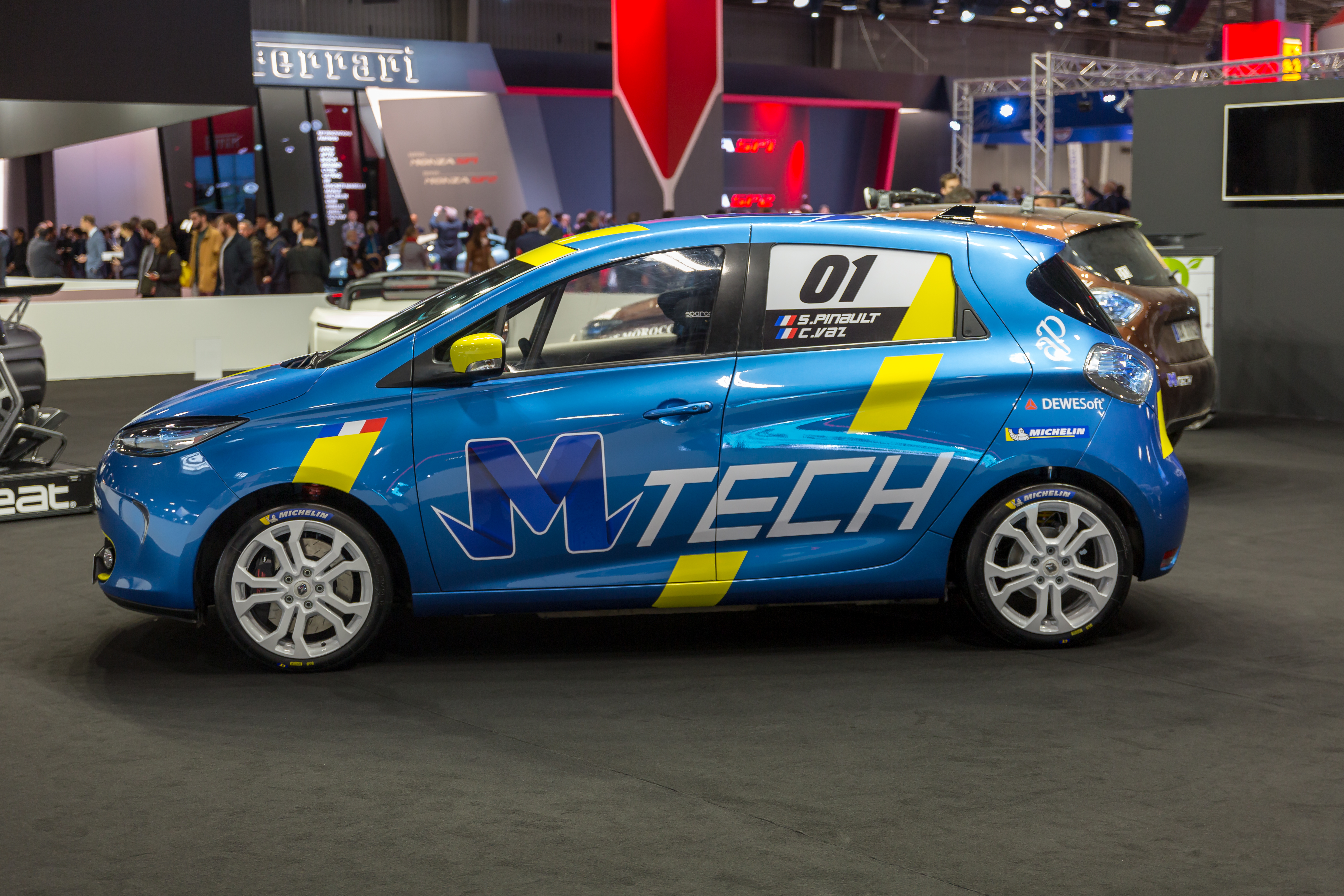
Course
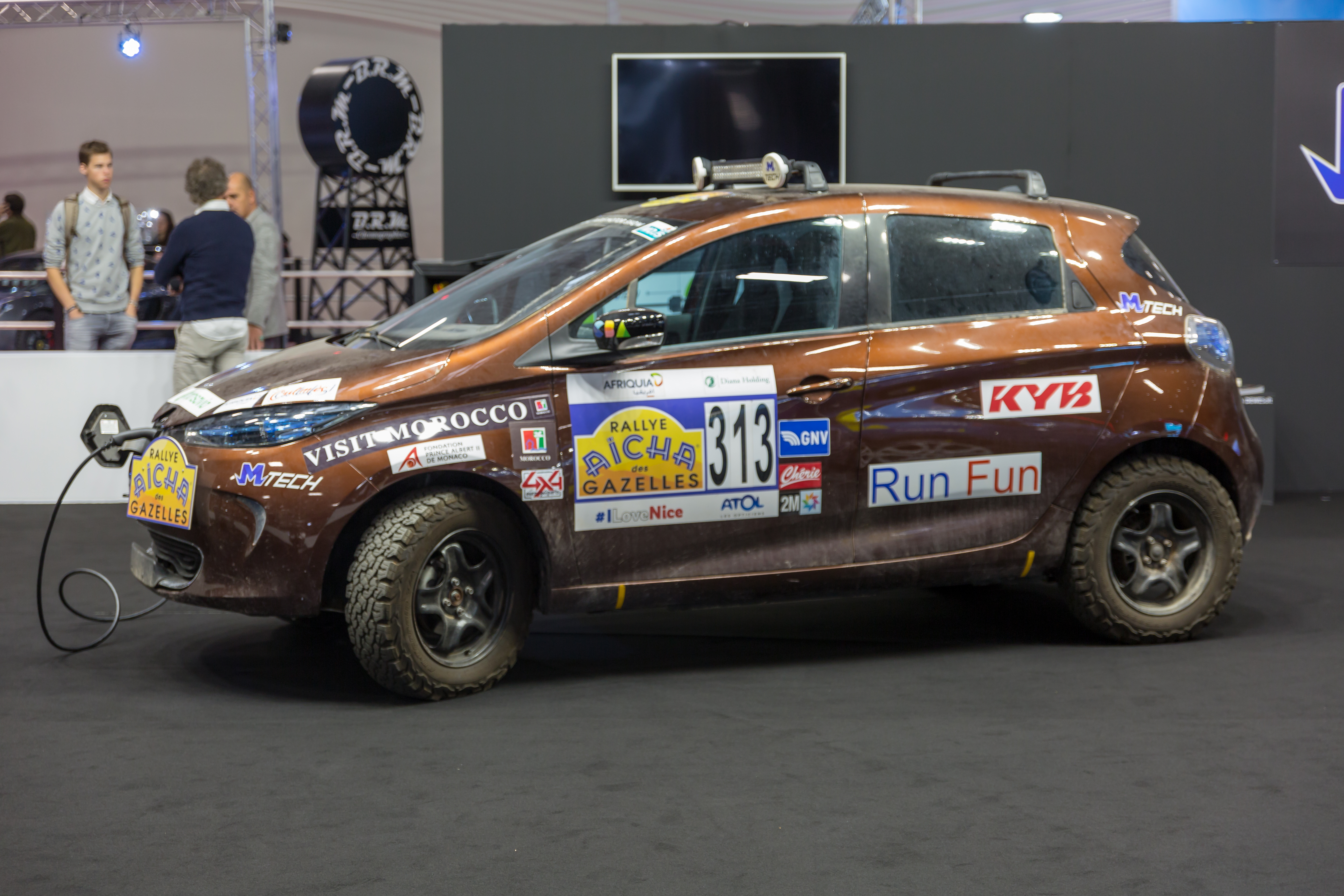
Rallye

Secours
Certaines ZOE seront utilisées pour les secours dans de nombreux pays.

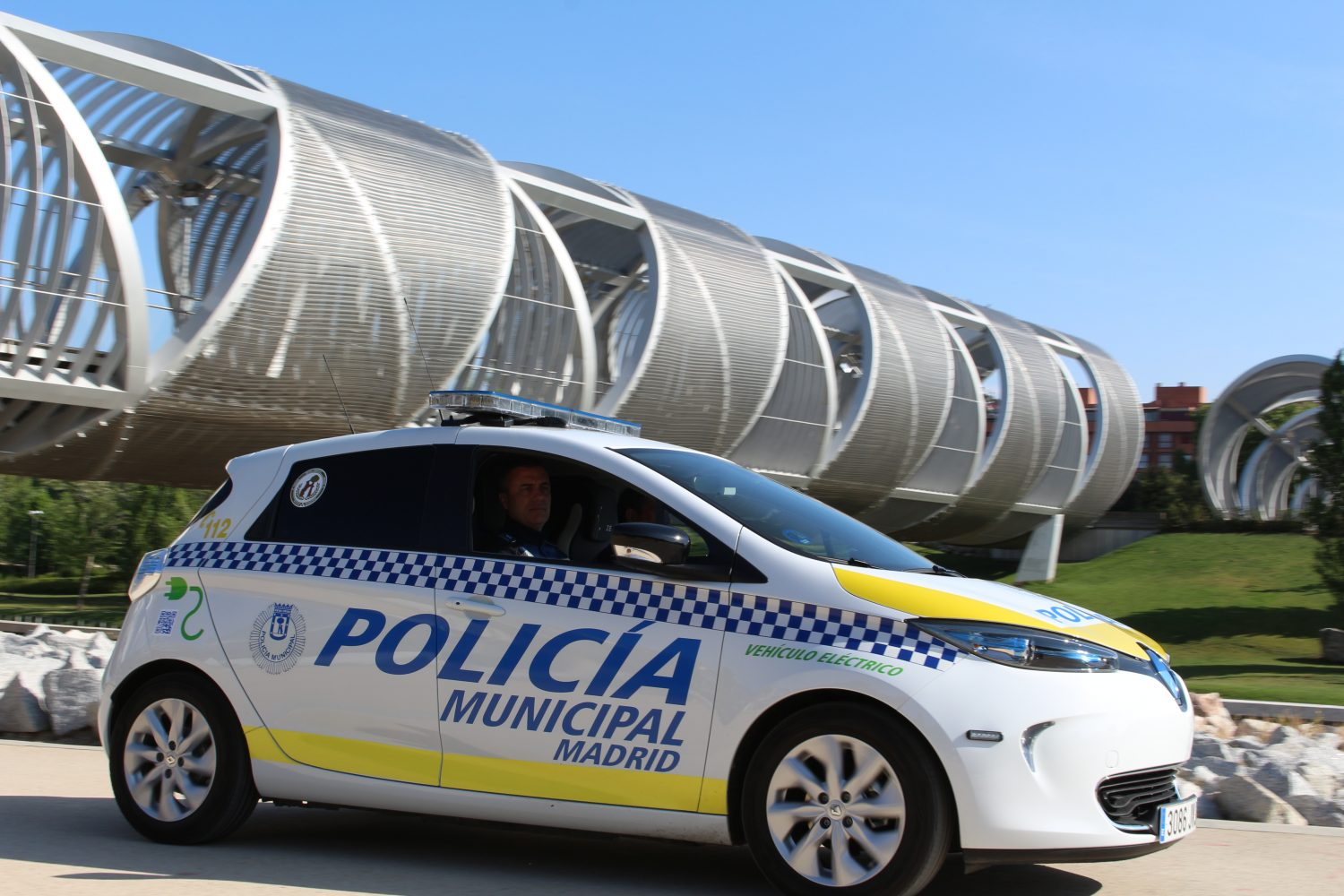
Police espagnole
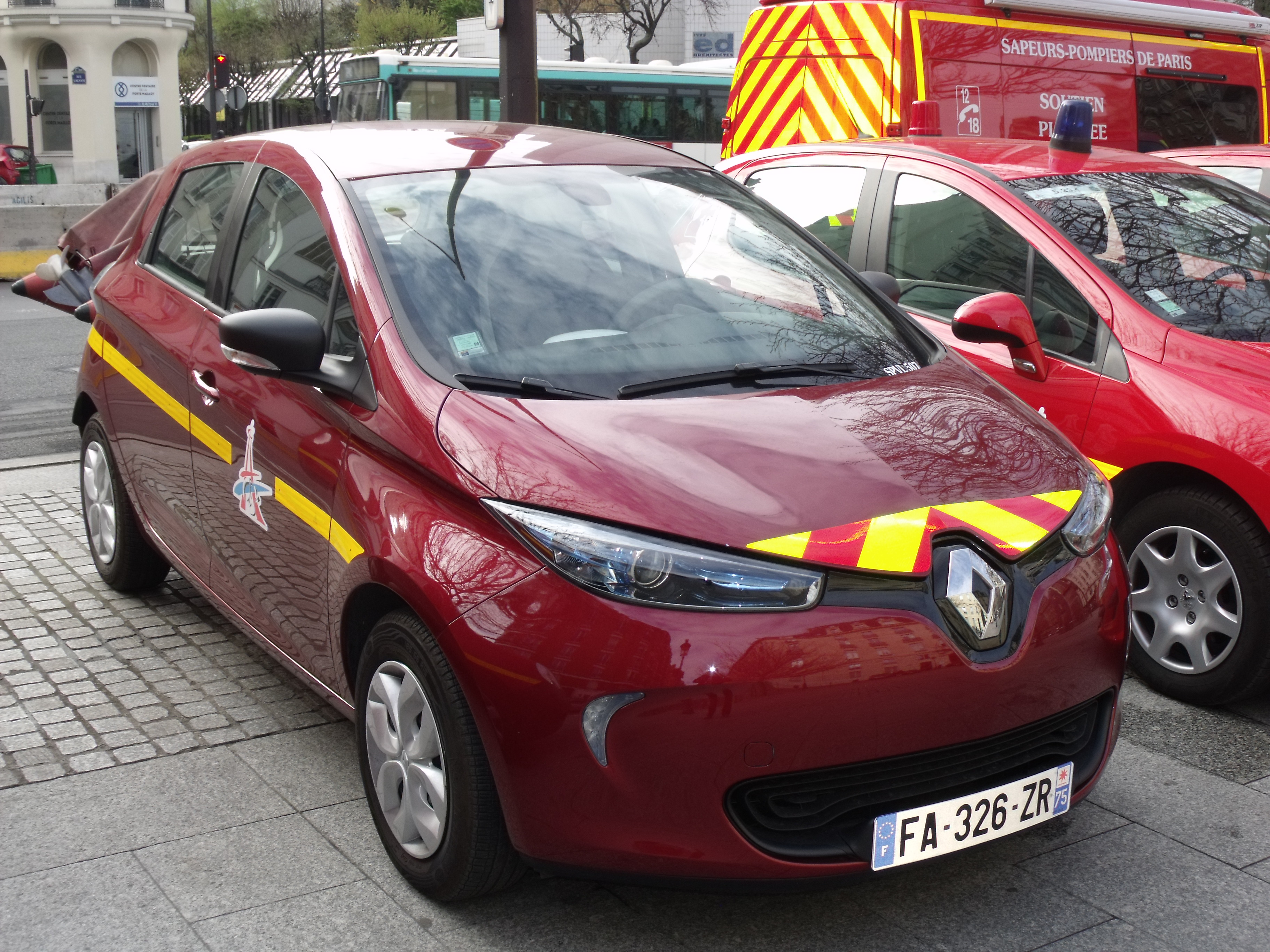
Pompiers de Paris
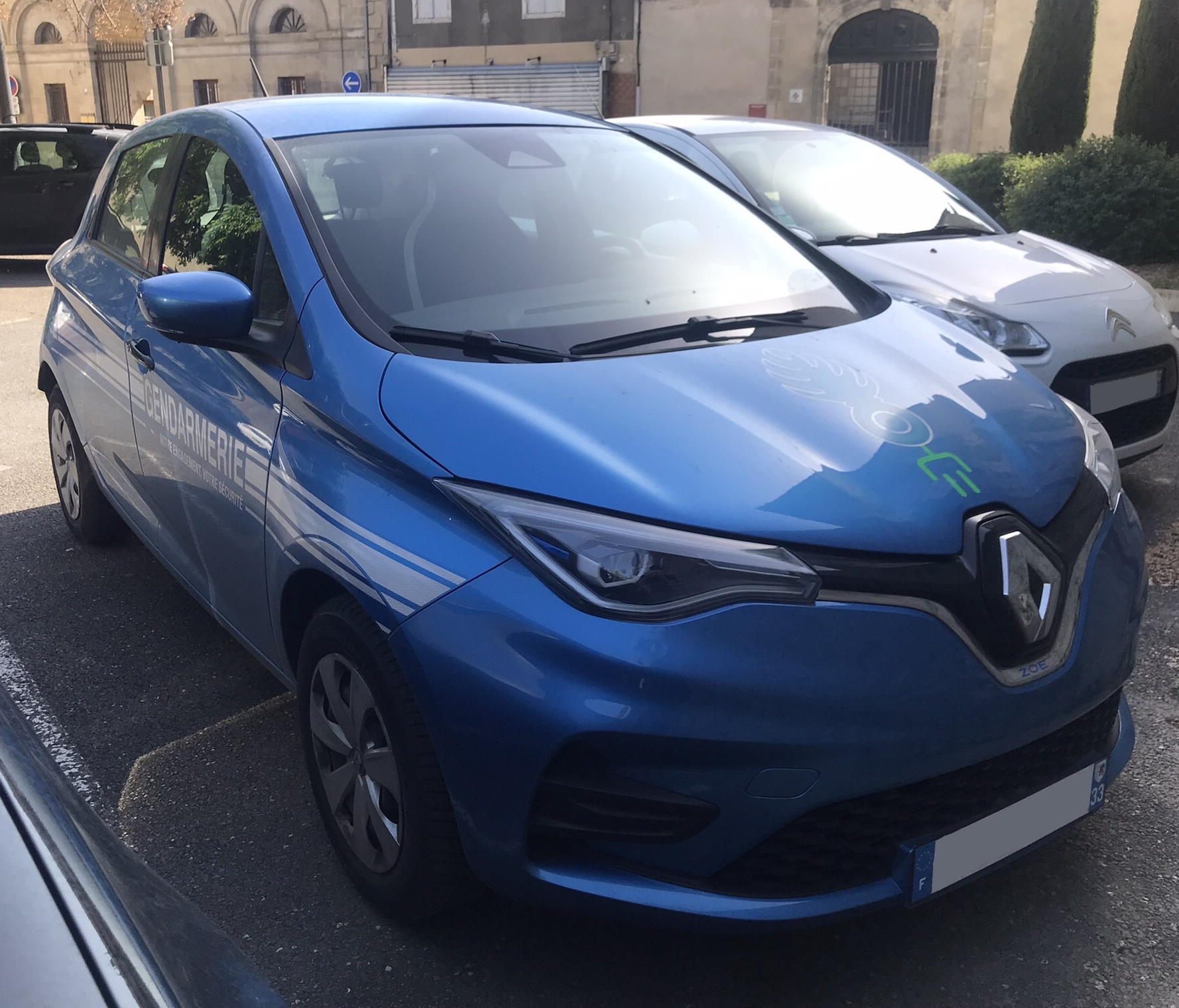
Gendarmerie

## Caractéristiques

### Motorisations

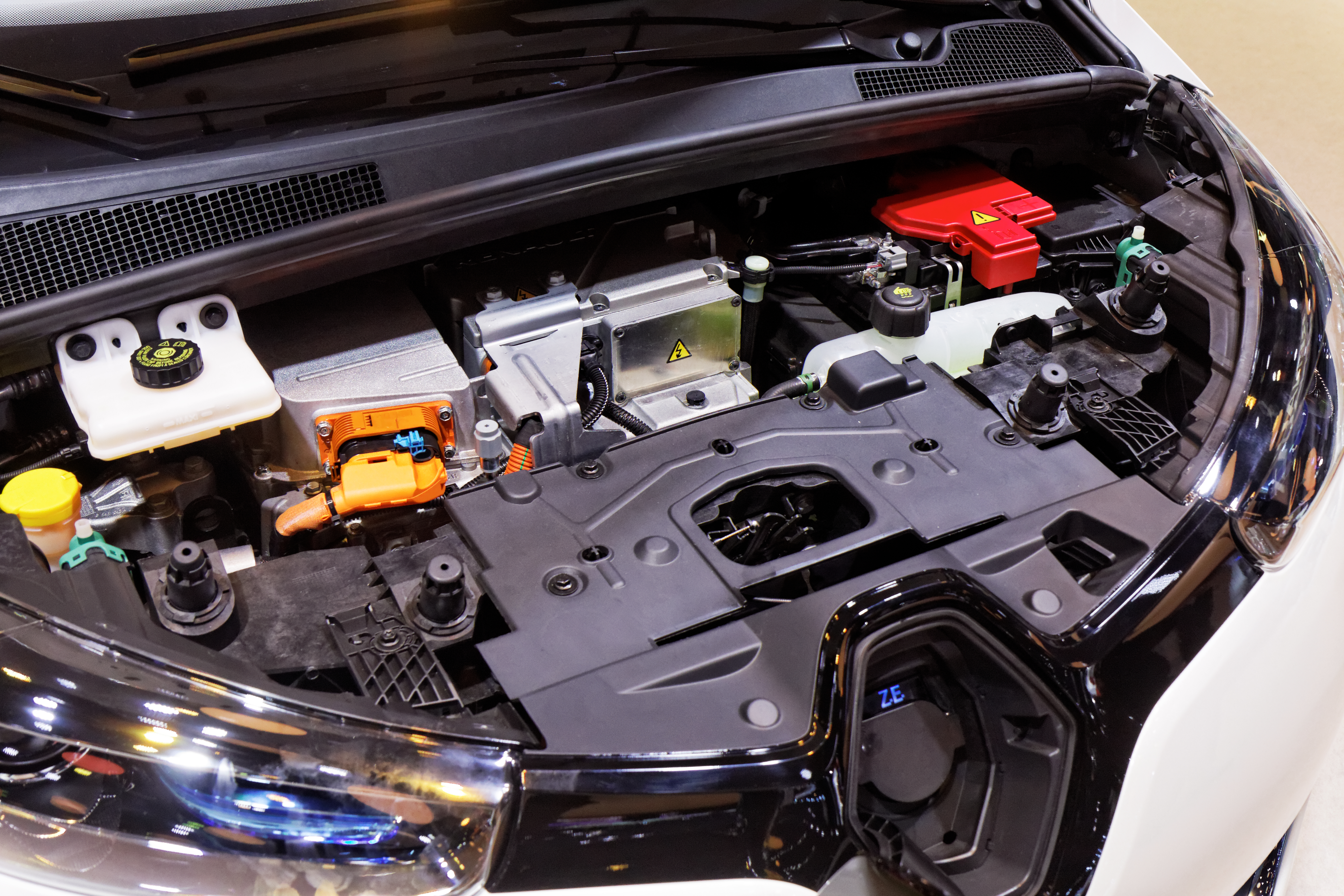
Compartiment moteur.

La ZOE est équipée d'une machine synchrone à rotor bobiné : elle ne contient pas d'aimants, ni de terres rares comme certains autres véhicules électriques ou hybrides de première génération, ou encore les voitures diesel (filtres à particules qui équipent les pots catalytiques, etc.). Mais elle comporte des bagues et balais afin d'alimenter le rotor en courant continu, contrairement aux machines synchrones à aimants permanents ou aux machines asynchrones.
Cependant, les micromoteurs électriques pour les lève-vitres, rétroviseurs, etc., contiennent des terres rares (en quantités minuscules) comme sur toutes les voitures,.
Les ZOE immatriculées depuis le début de l'année 2017 en France sont équipées d'une batterie de 41 kWh. La citadine est disponible en trois versions de moteur. Les R75 et R90 supportent une charge maximale à 22 kW (charge accélérée), ce qui permet au véhicule de se recharger à 80 % de sa capacité en deux heures ; le Q90 quant à lui ne demande que 50 min (pour une recharge à 80 % de sa capacité) en raison de sa puissance de charge de 43 kW.
| Modèle                     | Construction       | Batterie               | Moteur                        | Performances                         | Couple                       | 0 à 100 km/h | Vitesse maximale | Autonomie           | Puissance de charge et temps                               |
| -------------------------- | ------------------ | ---------------------- | ----------------------------- | ------------------------------------ | ---------------------------- | ------------ | ---------------- | ------------------- | ---------------------------------------------------------- |
| Renault Zoe (phase 1)      | 03/2012 - 02/2015  | 22 kWh                 | Synchrone à rotor bobiné Q210 | 65 kW (88 ch) à 3 000-11 300 tr/min  | 220 N m à 250-2 500 tr/min   | 13,5 s       | 135 km/h         | Entre 100 et 125 km | 43 kW (3 × 63 A) 30 min                                    |
| Renault Zoe (phase 1)      | 02/2015 - 12/2016  | 23,3 kWh               | Synchrone à rotor bobiné R240 | 65 kW (88 ch) à 3 000-11 300 tr/min  | 220 N m à 250-2 500 tr/min   | 13,5 s       | 135 km/h         | Entre 100 et 130 km | 22 kW (3 × 32 A) 1 h                                       |
| Renault Zoe (phase 1)      | 01/2017 - fin 2018 | 23,3 kWh 41 kWh        | Synchrone à rotor bobiné R75  | 57 kW (77 ch) à 2 600-9 000 tr/min   | 210 N m à 210-2 600 tr/min   | 15,5 s       | 135 km/h         | Entre 130 et 180 km | 22 kW (3 × 32 A) 2 h                                       |
| Renault Zoe (phase 1)      | 01/2017 - fin 2018 | 23,3 kWh 41 kWh        | Synchrone à rotor bobiné R90  | 68 kW (92 ch) à 3 000-5 000 tr/min   | 225 N m à 225-3 000 tr/min   | 13,2 s       | 135 km/h         | Entre 215 et 290 km | 22 kW (3 × 32 A) 2 h                                       |
| Renault Zoe (phase 1)      | 01/2017 - fin 2018 | 23,3 kWh 41 kWh        | Synchrone à rotor bobiné Q90  | 65 kW (88 ch) à 3 000-11 300 tr/min  | 220 N m à 250-2 500 tr/min   | 13,2 s       | 135 km/h         | Entre 230 et 300 km | 43 kW (3 × 63 A) 1 h                                       |
| Renault Zoe (phase 1 et 2) | 06/2018 - 01/2024  | 23,3 kWh 41 kWh 52 kWh | Synchrone à rotor bobiné R110 | 80 kW (109 ch) à 3 395-10 998 tr/min | 225 N m à 1 500-3 395 tr/min | 11,4 s       | 135 km/h         | Entre 260 et 315 km | 22 kW (3 × 32 A) 2 h                                       |
| Renault Zoe (phase 2)      | 06/2019 - 01/2024  | 52 kWh                 | Synchrone à rotor bobiné R135 | 100 kW (135 ch)                      | 245 N m                      | 9,5 s        | 140 km/h         | Entre 265 et 335 km | 22 kW AC (3 × 32 A) 3 h En option : 50 kW DC 1 h pour 80 % |

#### Autonomie
Les modèles commercialisés avant 2017 étaient équipés d'une batterie de 22 kWh. L'autonomie constatée selon le nouveau cycle européen de conduite (NEDC) était alors de 210 km ou 240 km selon le moteur installé.
La Renault Zoe est depuis 2017 commercialisée avec une batterie de 41 kWh et de trois types de moteurs :
- les moteurs R75 et R90 offrent une autonomie de 400 km selon le NEDC. La recharge peut s'effectuer avec une puissance maximale de 22 kW ;
- le moteur Q90 offre une autonomie moindre (370 km NEDC) mais la batterie peut être rechargée à 80 % en 50 minutes avec une puissance plus élevée[33] ;
- le nouveau moteur R135 et sa batterie de 52 kWh offrent une autonomie de 390 km (cycle WLTP), sa charge passe à 50 kW avec l'adaptateur DC combo[34].

Il convient de distinguer l'autonomie sur cycle NEDC de l'autonomie en conditions réelles de circulation. L'autonomie réelle d'un véhicule électrique varie en fonction de la vitesse moyenne, de la température extérieure, de la taille des jantes, etc. Selon le calculateur fourni par le constructeur, l'autonomie réelle d'une Zoe R75 ou R90 roulant à 50 km/h de moyenne avec des jantes de 15 pouces et à une température de 20 °C s'élève à 388 km. Dans des conditions hivernales, l'autonomie de cette même voiture peut être inférieure à 250 km.

#### Refroidissement des batteries
Le refroidissement des batteries de la Zoe se fait par air, et non par liquide comme la plupart des modèles électriques. Ce système moins élaboré est moins efficace quand le véhicule est soumis à des températures extrêmes et réduit son potentiel de vitesse de recharge.

#### Rétrofit de batterie
Il a été possible pour une centaine de véhicules équipés d'une batterie de 22 kWh de procéder à un changement de batterie à 41 kWh.

### Types de charge

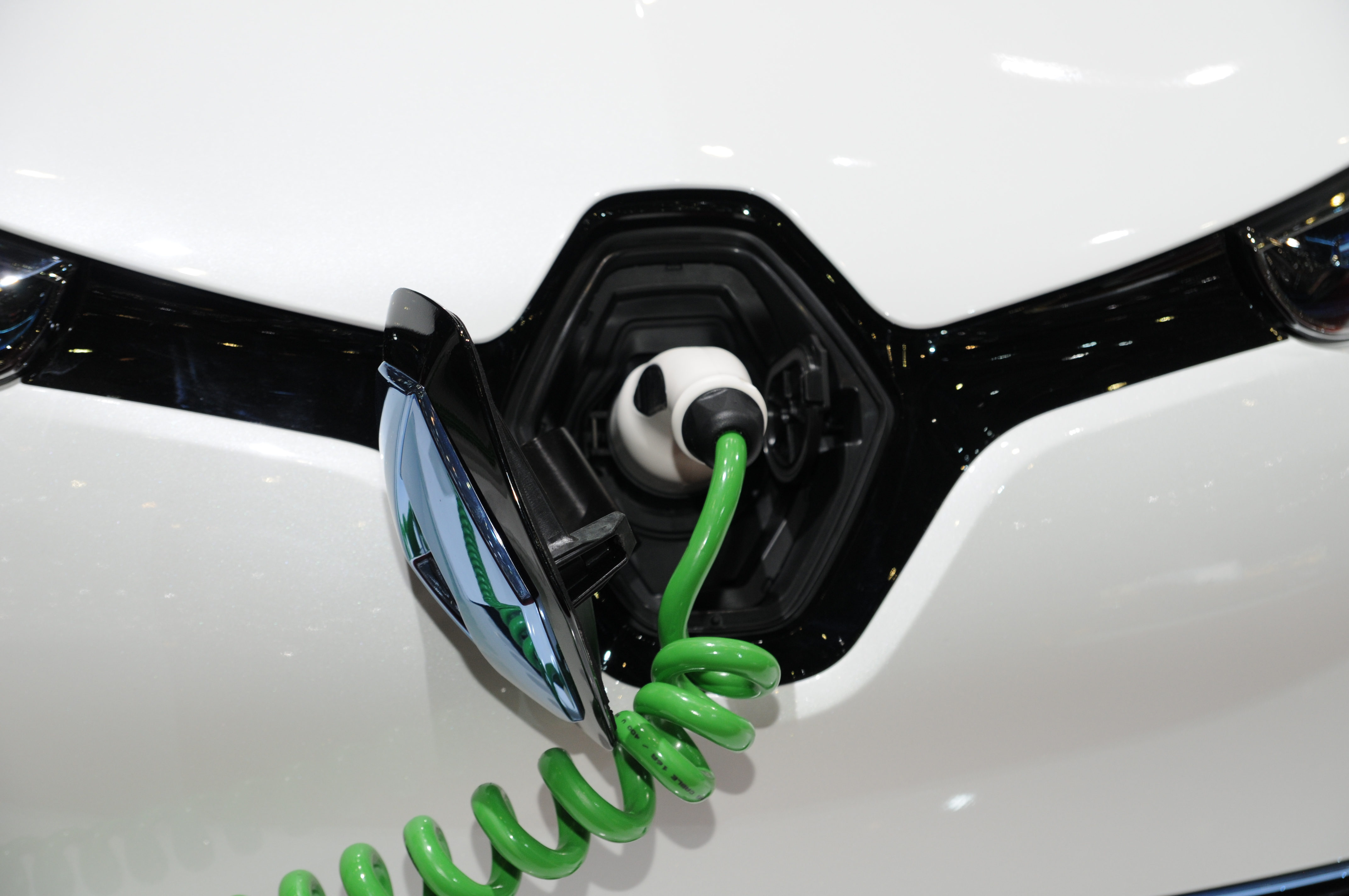
Prise de branchement.

Grâce à la technologie de son chargeur embarqué dit « caméléon », la batterie de la ZOE peut se recharger de différentes manières :
- prise électrique classique « Charge lente » (celle des habitations, monophasée 10 A) : depuis février 2014, la Zoe peut se recharger à domicile sur une prise domestique 230 V[38]. La recharge de 20 % à 100 % se fait en 20 h environ pour une batterie de 52 kWh.
- prise électrique 3,7 kW « Charge normale » (Wall-Box monophasée 16 A) : recharge de 20 % à 100 % en 13 h 15 min pour une batterie de 52 kWh.
- borne électrique 7 kW AC « Charge accélérée » (Wall-Box monophasée 32 A) : recharge de 20 % à 80 % en 4 h 15 min pour une batterie de 52 kWh.
- borne électrique 22 kW AC « Charge accélérée » (triphasée 32 A) : recharge de 20 % à 80 % en 1 h 26 min pour une batterie de 52 kWh.
- borne électrique 43 kW AC « Charge accélérée » (triphasée 63 A) : uniquement pour certains modèles. Pour ces modèles la recharge de 20 % à 80 % se fait en 37 min pour une batterie de 41 kWh[39]. Depuis le printemps 2015, la Zoe équipée du nouveau groupe moteur électrique Renault n'est plus compatible avec ce type de charge[40].
- borne électrique 50 kW DC « Charge rapide » (monophasé 120 A) : recharge de 20 % à 80 % en 45 min pour une batterie de 52 kWh.

Initialement prévu au cahier des charges, la Zoe n'est finalement pas compatible avec le système Quickdrop de Better Place qui consiste à faire un échange rapide de la batterie.

## Concept cars
- Renault Zoe City Car : concept car de voiture électrique présenté en 2005.
- Renault Zoe Concept : concept car de voiture électrique présenté en 2009.
- Renault Zoe Preview : show car de voiture électrique présenté en 2010.
- Renault Zoe E-Sport Concept : show car de voiture électrique présenté en 2012.

## Ventes

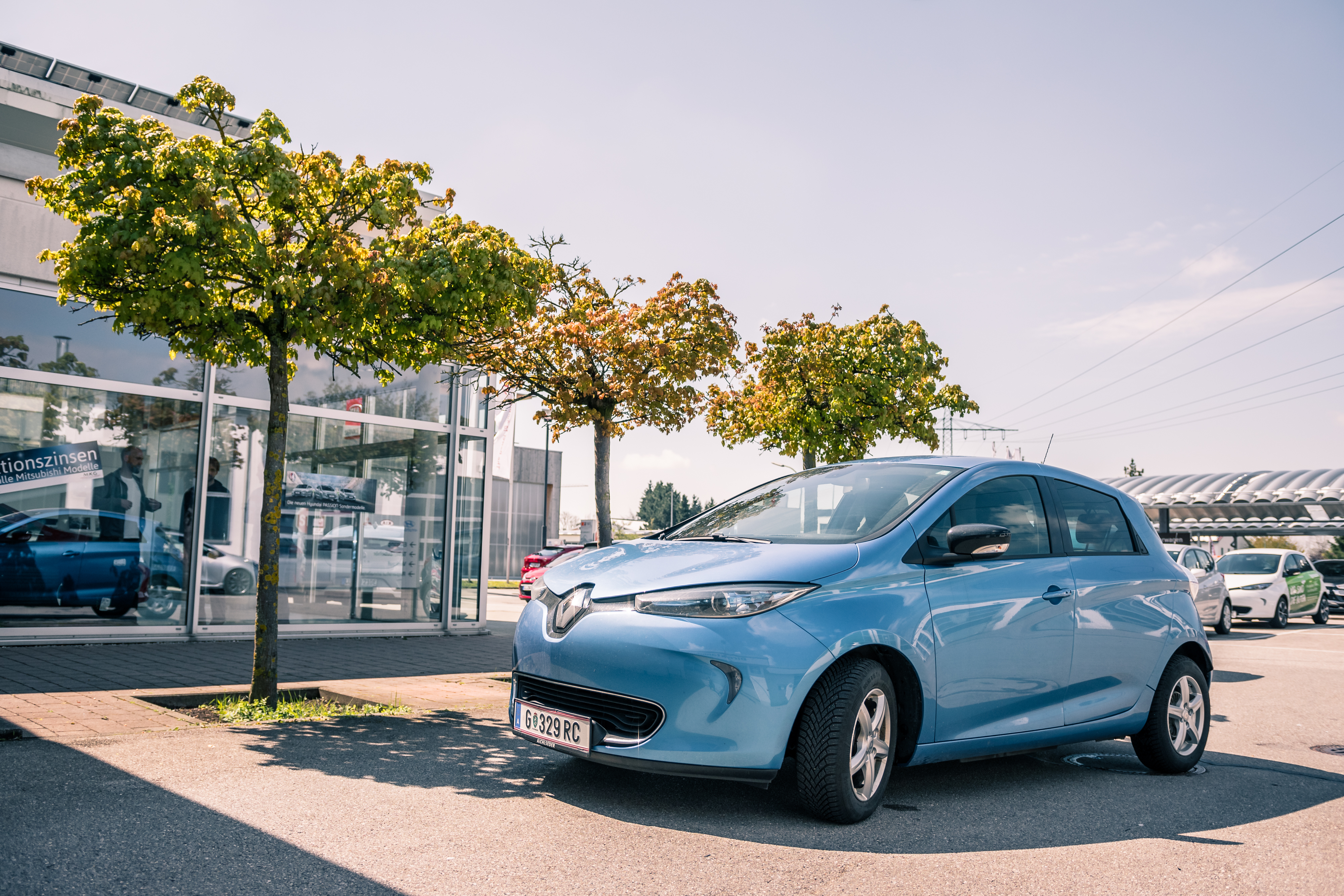
Une Zoe en vente dans une concession.

| Année | Volume (ventes), | Évolution (%) | Part de marché (%) |
| ----- | ---------------- | ------------- | ------------------ |
| 2012  | 48               | -             | 0,85               |
| 2013  | 5 511            | -             | 62,77              |
| 2014  | 5 970            | + 8,33        | 56,50              |
| 2015  | 10 406           | + 74,30       | 60,36              |
| 2016  | 11 404           | + 9,59        | 52,32              |
| 2017  | 15 245           | + 33,68       | 61,00              |
| 2018  | 17 034           | + 11,73       |                    |
| 2019  | 18 817           | + 10,47       | 37,25              |
| 2020  | 37 409           | + 98,80       |                    |
| 2021  | 23 573           |               |                    |
| 2022  | 12 180           |               |                    |
| Total | 134 024          |               |                    |

| Année | Volume (ventes) | Évolution (%) | Part de marché (%) |
| ----- | --------------- | ------------- | ------------------ |
| 2012  | 48              | -             | -                  |
| 2013  | 10 000          | -             | 21,80              |
| 2014  | 11 227          | + 12,27       | 19,90              |
| 2015  | 18 453          | + 64,36       | 19,2               |
| 2016  | 22 009          | + 19,27       |                    |
| 2017  | 31 302          | + 42,22       | 23,59              |
| 2018  | 38 538          | + 23,12       |                    |
| 2019  | 47 023          |               |                    |
| 2020  | 100 657         |               |                    |
| 2021  | 71 579          |               |                    |
| 2022  | 35 706          |               |                    |
| Total | 386 542         |               |                    |

| Pays           | Ventes   | Ventes | Ventes  | Ventes | Ventes | Ventes | Ventes | Ventes | Ventes | Ventes | Ventes |
| Pays           | Cumulées | 2021   | 2020    | 2019   | 2018   | 2017   | 2016   | 2015   | 2014   | 2013   | 2012   |
| -------------- | -------- | ------ | ------- | ------ | ------ | ------ | ------ | ------ | ------ | ------ | ------ |
| France         | 121 844  | 23 573 | 37 409  | 18 817 | 17 038 | 15 245 | 11 402 | 10 406 | 5 970  | 5 511  | 48     |
| Allemagne      | 57 603   | 24 736 | 30 381  | 9 431  | 6 360  | 4 322  | 2 805  | 1 787  | 1 498  | 1 019  | -      |
| Norvège        | 13 995   |        | 2 346   | 2 090  | 3 141  | 2 533  | 1 818  | 1 634  | 433    | -      | -      |
| Royaume-Uni    | 10 510   |        |         | 2 380  | 1 981  | 1 175  | 1 647  | 1 971  | 1 104  | 252    | -      |
| Autriche       | 5 369    |        |         | 944    | 1 170  | 1 391  | 829    | 279    | 387    | 369    | -      |
| Suède          | 7 364    |        | 2 132   | 2 036  | 1 663  | 533    | 418    | 378    | 204    | -      | -      |
| Pays-Bas       | 7 284    |        | 2 073   | 2 208  | 1 017  | 781    | 183    | 223    | 252    | 547    | -      |
| Suisse         | 5 055    |        |         | 1 799  | 908    | 741    | 406    | 478    | 381    | 342    | -      |
| Espagne        | 5 025    |        |         | 1 051  | 1 418  | 1 327  | 446    | 312    | 289    | 182    | -      |
| Portugal       | 3 381    |        |         | 968    | 1 305  | 751    | 170    | 153    | 34     | -      | -      |
| Danemark       | 2 564    |        |         | 568    | 431    | 386    | 612    | 330    | 145    | 92     | -      |
| Belgique       | 1 749    |        |         | 666    | 294    | 351    | 210    | 33     | 110    | 85     | -      |
| Finlande       | 282      |        | 142     | 23     | 55     | 60     | 2      | -      | -      | -      | -      |
| Italie         |          |        |         |        |        | 318    | 210    | 326    | 155    | 203    | -      |
| Ventes totales | 282 550  |        | 100 657 | 48 269 | 40 517 | 31 932 | 21 998 | 18 931 | 11 323 | 8 874  | 68     |

### Fiscalité
À la suite du changement de mode de calcul de la puissance fiscale en 2020, celle-ci n'est plus limitée à 1 cheval mais varie selon la motorisation (y compris quand on reprend un véhicule d'occasion, une Zoé phase 1 88 ch passe donc de 1 à 3 chevaux fiscaux).

## Usage

### Coût d'usage
Depuis avril 2018, il est maintenant possible d'acheter la batterie lors de l'acquisition d'une Renault Zoe ZE40 (batterie de 41 kWh), ceci pour une majoration de 8 900 € à l'achat.
Au début de 2021, la formule de location de la batterie est abandonnée. Le développement de la Location Longue Durée (LLD) a fait disparaitre l'intérêt de cette formule ; en 2020 en France, 70 % des ZOE sont vendues en LLD.

## Controverses

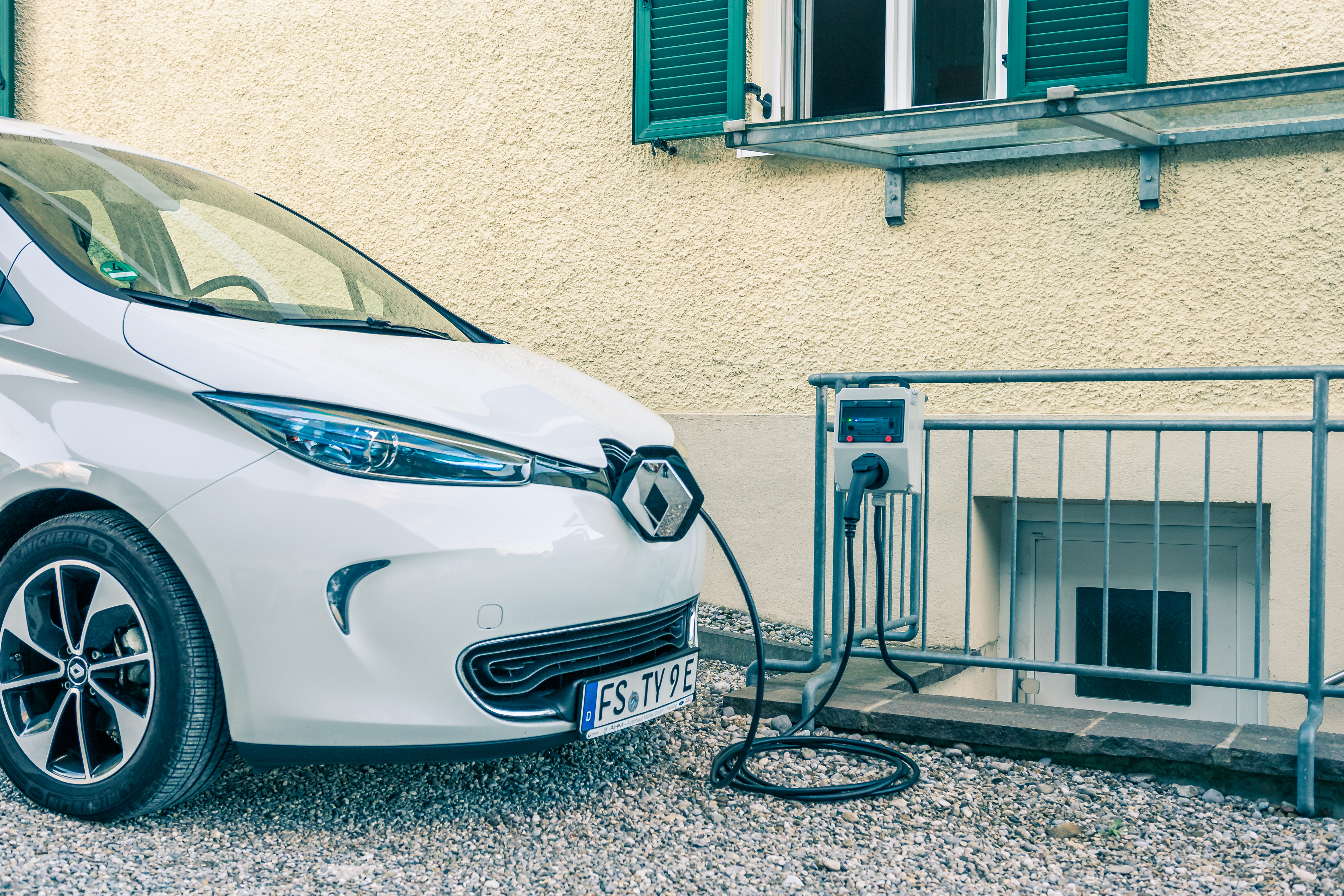
Une Zoe branchée à une prise secteur.

### Appellation du véhicule
Le nom de la voiture a déjà suscité la polémique avant même la mise en vente. Effectivement, il a semblé choquant pour certains de donner un prénom humain à une voiture, d'autant plus que le prénom est en vogue, de nombreux parents se sont donc vus mécontents par le choix de Renault. L'entreprise se serait exprimée à ce sujet et il a été dit que « Zoé n'est pas un prénom mais un mot grec qui signifie « la vie » ».

### Recharge
À sa commercialisation, la voiture était livrée sans cordon de recharge pour prise électrique domestique. Il était donc nécessaire de faire installer un équipement de recharge dédié wallbox pour pouvoir la recharger chez soi.

### Non-propriété des batteries
La location des batteries au format propriétaire n'est pas une option mais une obligation jusqu'en avril 2018 chez Renault en France. Celles-ci sont désactivables à distance par le constructeur, en cas d'impayé. Il est à noter que bien que l'on parle en langage courant de "location de batteries" en réalité il s'agit d'un contrat de "prestations de services" fournis par DIAC (filiale à 100 % du groupe Renault (RCI Banque)). Ce contrat inclut une location de batterie avec des tarifs par paliers de kilomètres parcourus, mais également une assistance dépannage avec le remorquage à un point de charge jusqu'à 80 km dans le sens de la destination finale, ainsi qu'une garantie en cas de panne de batterie (défaut de charge, programmation, baisse d'autonomie). Ce contrat permet de garantir un taux de charge minimal de 75 % à la charge d'origine (contre 8 ans / 160 000 km et 66 % en cas d'achat intégral). Depuis 2018, l'achat intégral est proposé à 8 900 €.
Il est à noter que le contrat de location précise qu'il est important d'assurer la batterie (la grande majorité des assureurs français en tiennent compte par défaut) sans quoi en cas de dégradation à la suite d'un accident la batterie est susceptible d'être facturée au client. Les assureurs proposent généralement pour ce véhicule des tarifs plus intéressant lorsque la batterie est "louée" car une assistance 0 km est incluse dans le contrat de location et le taux de panne est plus faible.
En 2021, Renault retire son offre de location de la batterie seul l'achat dit « intégral » est alors proposé. Le constructeur fait de même pour ses autres modèles électriques tels que Kangoo ZE ou le quadricycle Twizy.
Selon une étude menée en Allemagne, le taux de défaillance de la batterie est inférieur à 1 %.

### Sécurité
L'Euro NCAP avait attribuée la note de 5 étoiles à la Renault ZOE lors de crash-tests réalisés en 2013.
En décembre 2021, le véhicule est de nouveau testé, et obtient la note minimale : 0 étoile. Cette mauvaise note s'explique notamment par le durcissement du système de notation. L'équipement de sécurité de la ZOE a été jugé insuffisant, et l'organisme a voulu pénaliser la décision de Renault de retirer un équipement de sécurité qui était présent sur le véhicule par le passé (les airbags latéraux qui protégeaient le thorax et la tête ne protègent plus que le thorax sur le modèle testé en 2021).